# Kurkijoki (république de Carélie)
Kurkijoki (en carélien : Kurkijoki, en finnois : Kurkijoki, en russe : Куркиёки) est une municipalité rurale du raïon de Lahdenpohja en rde Carélie.

## Géographie
Kurkijoki est situé à 42 km au sud-ouest de Lahdenpohja sur les rives des rivières Vonkaoja et Raholanjoki qui se jettent dans la baie Laikkalanlahti du lac Ladoga.
La municipalité de Kurkijoki a une superficie de km2.
Kurkijoki est bordée au nord par les municipalités de Miinala du raïon de Lahdenpohja, à l'ouest par Elisenvaara et au sud par Hiitola. 
La majeure partie de la zone est la zone aquatique du Ladoga.
Kurkijoki est traversé par les rivières Soskuanjoki, Raholanjoki, Putkijoki er Lahdenjoki. Ses lacs sont Ladoga Kankaanlampi, Ohtijärvi, Kemppisenlampi, Tervajärvi, Kangas, Ihojärvi, Rokkalampi et Vilpuksenjärvi.

## Démographie
Recensements (*) ou estimations de la population
| 2009  | 2013  | 2015  | 2019  |
| ----- | ----- | ----- | ----- |
| 1 597 | 1 579 | 1 583 | 1 442 |

| 2021  | - | - | - |
| ----- | - | - | - |
| 1 401 | - | - | - |

## Galerie

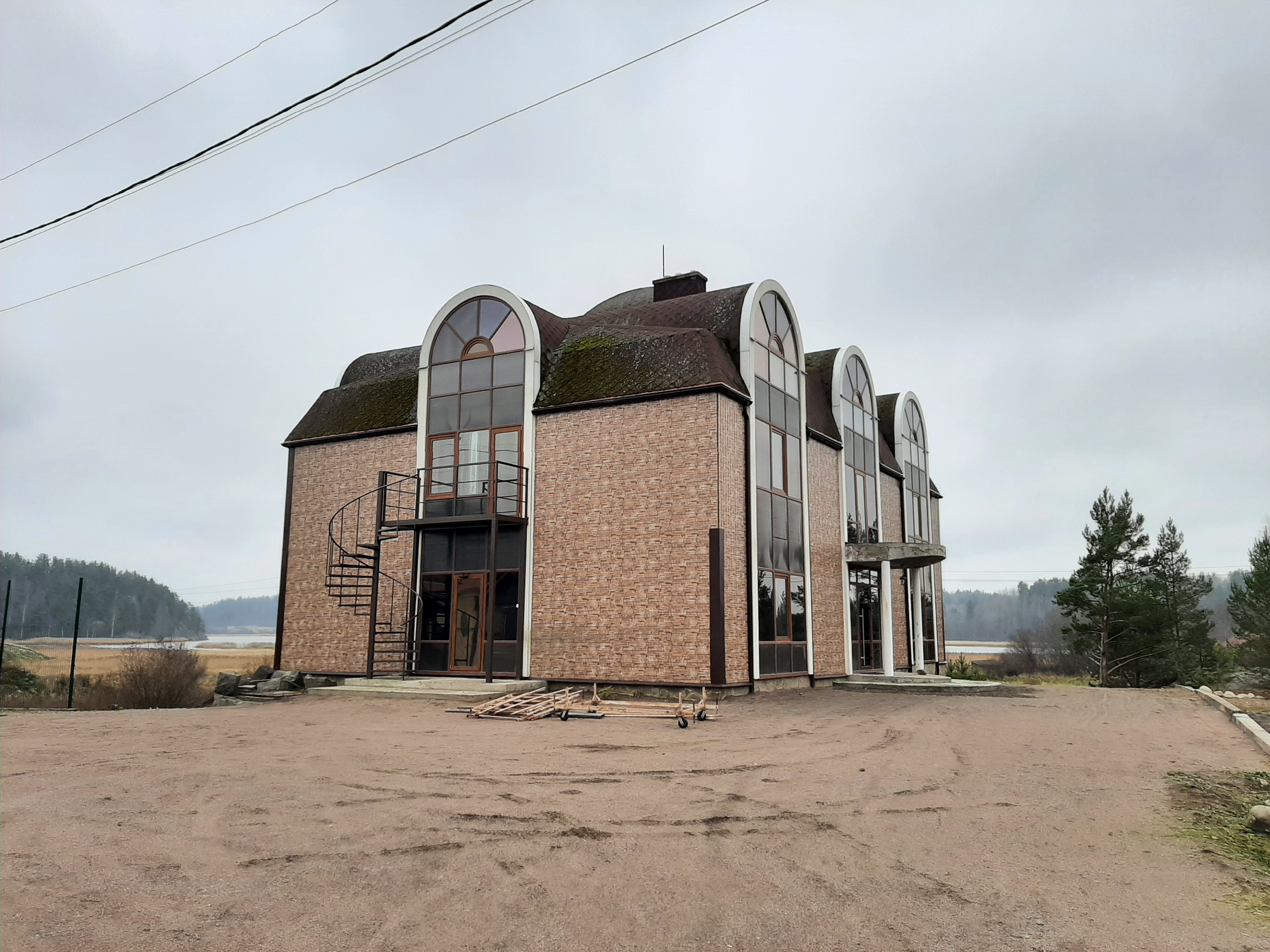
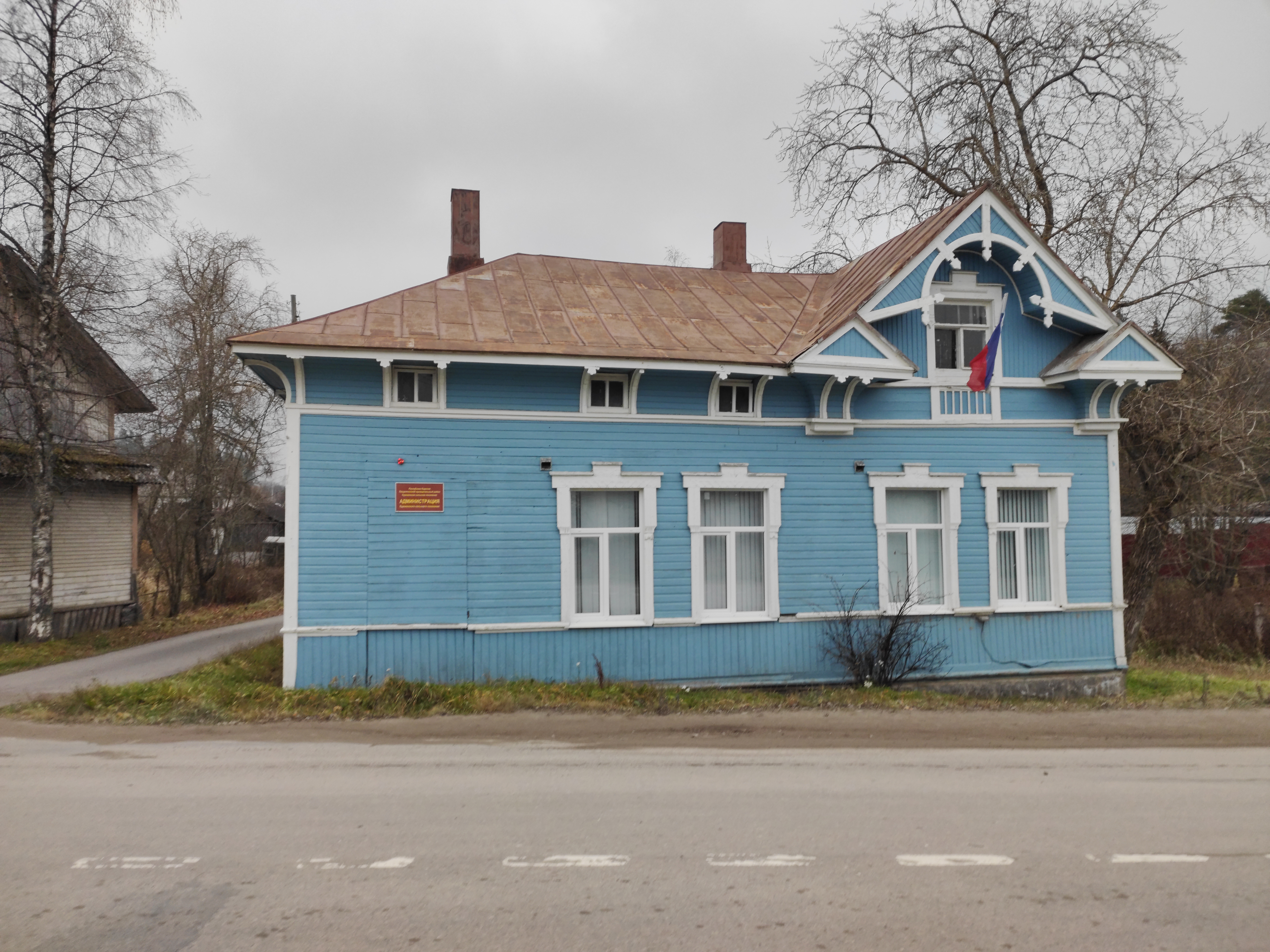
Banque : 13, rue Lénine.
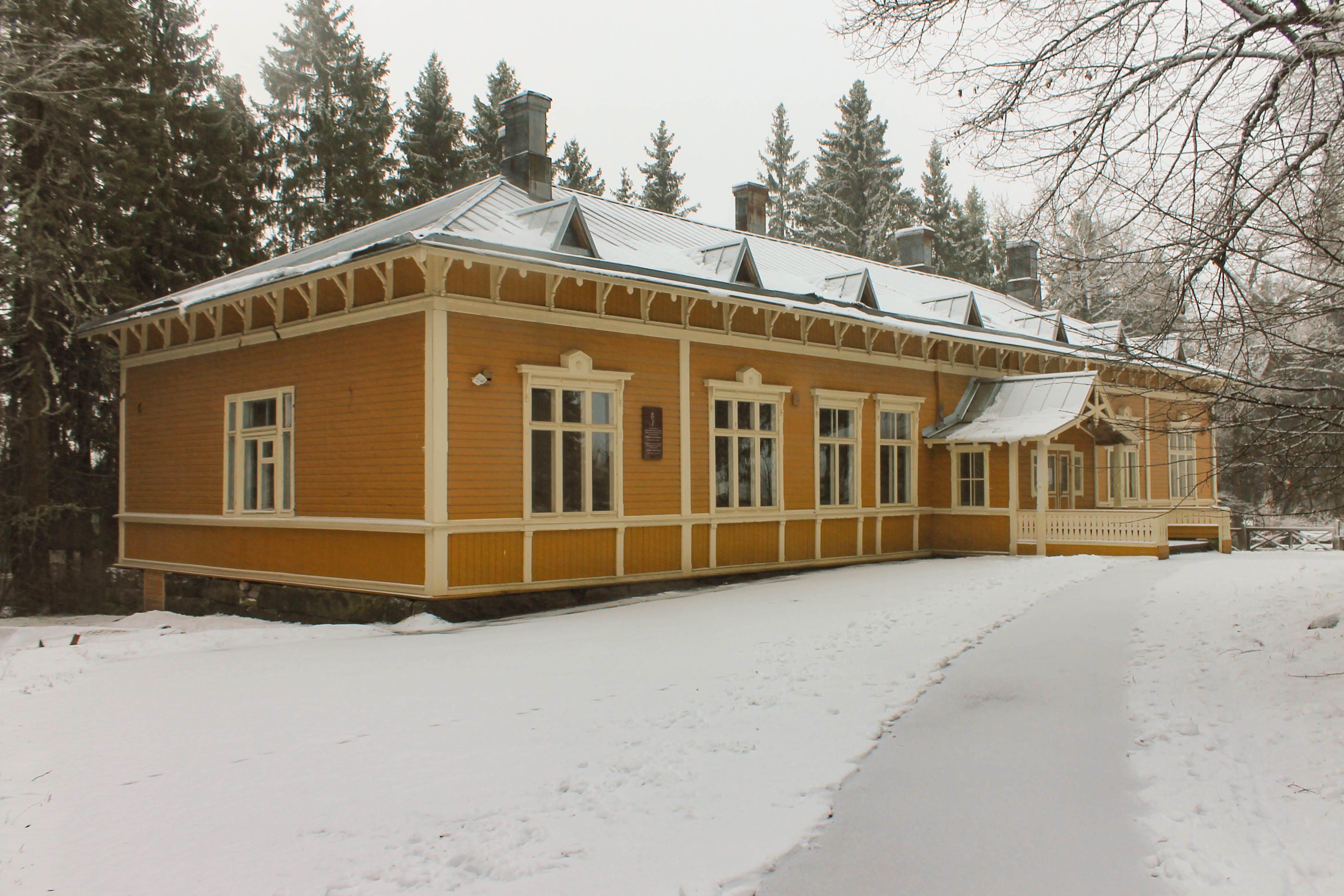
Résidence : 11 rue Zarechnaya.